# عيد ميلاد هتلر الخمسين

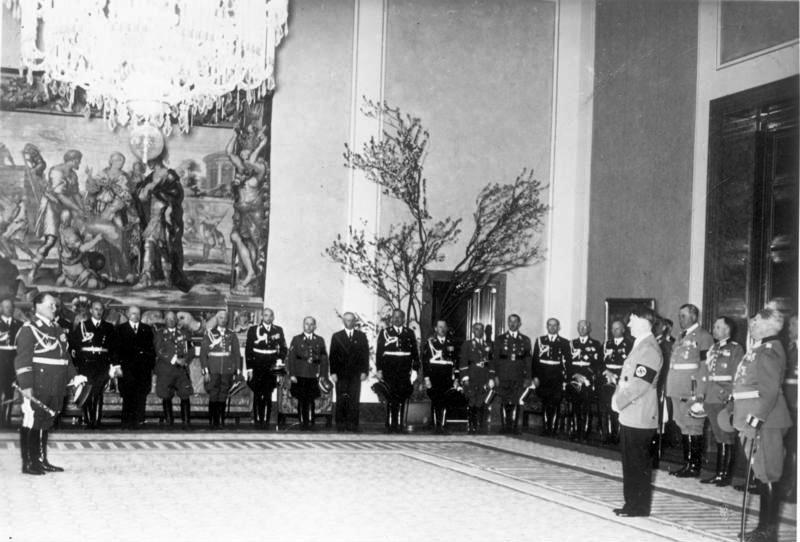
حكومة ألمانيا النازية تهنئ هتلر في مستشارية الرايخ في برلين

تم الاحتفال بعيد الميلاد الخمسين لأدولف هتلر في 20 أبريل 1939 كعيد وطني في جميع أنحاء ألمانيا النازية وبعض أجزاء أخرى من العالم.

## احتفالات

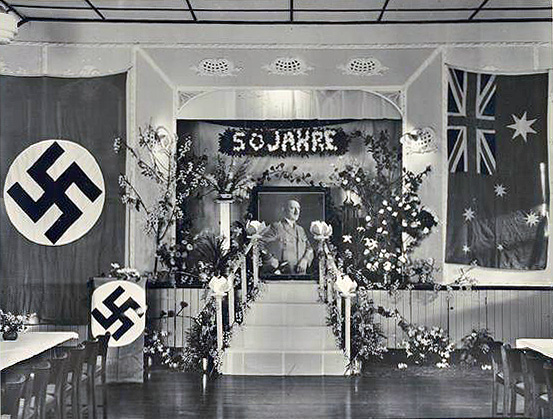
الاحتفال بعيد ميلاد هتلر الخمسين في ناد ألماني في أستراليا

في 18 أبريل 1939، أعلنت حكومة ألمانيا أن عيد ميلاد فوهرر أدولف هتلر (20 أبريل) كان يومًا وطنيًا.  وقعت الاحتفالات في جميع البلديات في جميع أنحاء البلاد، وكذلك في مدينة دانزيغ الحرة. يعلق المؤرخ البريطاني إيان كيرشو على أن الأحداث التي نظّمها في برلين وزير الدعاية النازي جوزيف غوبلز كانت «روعة مذهلة لعبادة الفوهرر. لقد تجاوزت التدفقات الفخمة من الإغراء والطفولة تلك التي شهدتها أعياد ميلاد الفوهرر السابقة.» 

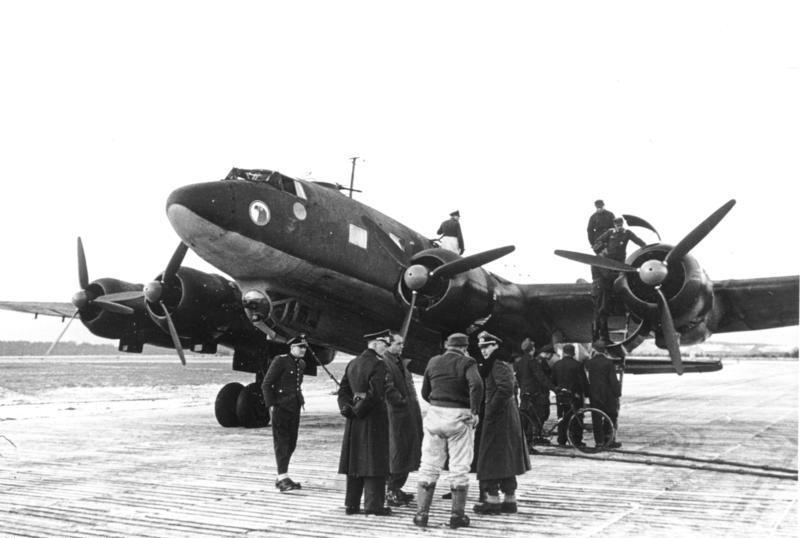
طائرة أدولف هتلر الشخصية أف دبليو 200 كوندور.

بدأت الاحتفالات في فترة ما بعد الظهر في اليوم السابق لميلاده، عندما ركب هتلر في سيارة يقودها موكب مكون من خمسين سيارة ليموزين بيضاء على طول محور الشرق والغرب ‏ الذي تم الانتهاء منه مؤخرًا من قبل المهندس ألبرت شبير، وهو الجادة المركزية المخططة لجرمانيا عاصمة العالم، والتي تكون العاصمة الجديدة بعد النصر المخطط له في الحرب العالمية الثانية.  هتلر، متوقعًا أن يلقي شبير خطابًا، كان ممتعًا عندما تهرب من ذلك بإعلانه لفترة وجيزة أن العمل يجب أن يتحدث عن نفسه.  كان الحدث التالي عبارة عن موكب من وفود من جميع أنحاء ألمانيا، والذي استعرضه هتلر من شرفة في مبنى مستشارية الرايخ.  وبعد ذلك، في منتصف الليل، هنأه تابعين هتلر وقدموا له الهدايا، بما في ذلك "التماثيل، المصنوعات البرونزية، بورسلين مايسن، اللوحات الزيتية، المفروشات، العملات المعدنية النادرة، الأسلحة العتيقة، والكثير من الهدايا الأخرى، أعجب هتلر بالبعض وسخر من الآخرين وتجاهل أكثر من غيره.  قدم شبير إلى هتلر نموذج مصغر للقوس العملاق المنتظر لإعادة إعمار برلين،  وقدم له طيار هتلر، هانز باور، نموذجًا عن "طائرة الفوهرر"، وهي مركبة ذات أربعة محركات فوك-وولف في 200 التي كانت ستدخل الخدمة في وقت لاحق من ذلك العام كطائرة رسمية لهتلر. 

## استعراض عسكري

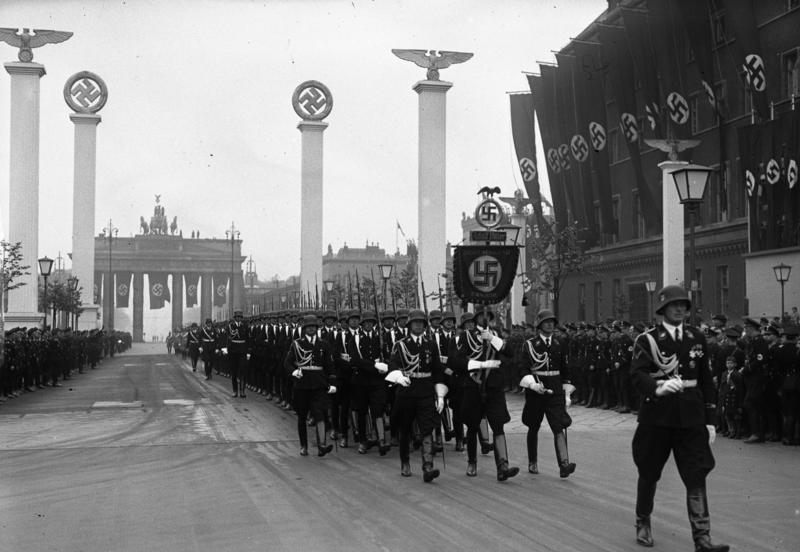
جنود من لايبشتاندارته أدولف هتلر يسيرون في برلين خلال العرض العسكري

جزء كبير من الاحتفالات بعيد ميلاد كان مظاهرة كبيرة من قدرات ألمانيا النازية العسكرية. كان المقصود من العرض جزئياً بمثابة تحذير للقوى الغربية.  تضمن العرض، الذي استمر حوالي خمس ساعا، 12 سرية تابعة للوفتفافه، و 12 سرية من الجيش، و 12 سرية تابعة للبحرية، بالإضافة إلى وحدات من شوتزشتافل (SS). في المجموع، شارك ما بين 40 إلى 50.000 جندي ألماني.   162 طائرة حربية حلقت فوق برلين.  ضم المدرج 20 ألف ضيف رسمي،  وشاهد العرض مئات الآلاف من المتفرجين.  ملامح العرض عبارة عن مدافع مدفعية كبيرة للدفاع الجوي بعيدة المدى، والتركيز على المدفعية الآلية، وتطوير وحدات الدفاع الجوي.  جوزيف غوبلز، منظم الحدث،    أعلن في خطاب بث للشعب الألماني: 

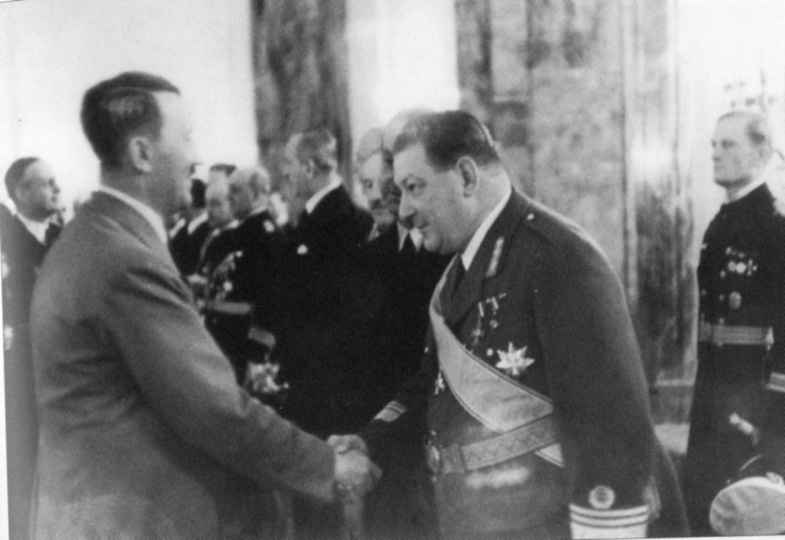
وزير الدفاع الإستوني نيكولاي ريك يهنئ هتلر

ألقى القادة العسكريون في جميع أنحاء البلاد عناوين لقواتهم للاحتفال بهذه المناسبة. البعض، مثل اللواء (لاحقًا الجنرال فيلد مارشال) إريك فون مانشتاين، كان غاضبًا في مدحهم لقائدهم الأعلى.  الضيوف الرسميون الذين يمثلون 23 دولة في الاحتفالات. قدم المبعوث البابوي سيزار أورسينيجو، رئيس الدولة السلوفاكية جوزيف تيسو، ورؤساء فروع القوات المسلحة الألمانية النازية، ورؤساء بلديات المدن الألمانية، تهنئة بعيد ميلاد المستشار الألماني.   تبادل هتلر والدكتاتور الإيطالي بينيتو موسوليني البرقيات مؤكدين لبعضهما البعض أن الصداقة بين ألمانيا ومملكة إيطاليا (كلاهما كان يحكمهما أنظمة فاشية في ذلك الوقت) لا يمكن أن تزعجهما أعداؤهما.  سفراء المملكة المتحدة وفرنسا والولايات المتحدة لم يكونوا حاضرين في العرض، بعد أن تم سحبهم بعد الاحتلال الألماني لتشيكوسلوفاكيا في عام 1938.  ومثلت الولايات المتحدة في استعراض القوات من قبل القائم بالأعمال ريمون ح. جيست.  الرئيس الأمريكي فرانكلين روزفلت لم يهنئ هتلر بعيد ميلاده، وفقًا لممارسته المتمثلة في عدم إرسال تحيات عيد الميلاد لأي شخص سوى الملوك الحكام.  أرسل الملك جورج السادس ملك المملكة المتحدة رسالة تهنئة لهتلر؛ ولكن بسبب العلاقات المتوترة بين البلدين، نظر مستشاروه فيما إذا كان ينبغي على الملك تجاهل عيد الميلاد كليًا.  لم يكن هناك تمثيل بولندي في العرض. 

## إحياء ذكرى

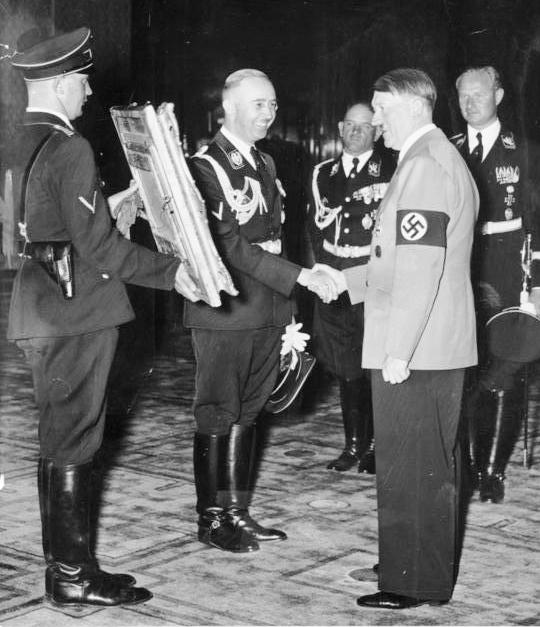
يقدم زعيم الرايخ إس إس هاينريش هيملر لهتلر هدية

عُرفت طبعة فاخرة من البيان السياسي لهتلر والسيرة الذاتية كفاحي التي نُشرت في عام 1939 على شرف عيد ميلاده الخمسين باسم Jubiläumsausgabe («قضية الذكرى السنوية»). لقد جائت باللونين الأزرق الداكن والأحمر الداكن مع وجود سيف ذهبي على الغلاف.  كتب المؤلف والمصور الألماني هاينريش هوفمان كتابًا عن عيد ميلاد هتلر الخمسين، بعنوان «عين فولك إهرت سينين فوهرر» (أمة تكرم قائدها). الملحن Hans Rehberg [الإنجليزية] كتب ترنيمة لهذه المناسبة.  يعتبر فيلم الاحتفال بعيد الميلاد، هتلرز 50. غيبورتستاج («عيد هتلر الخمسين»)، مثالاً هامًا على الدعاية النازية؛ تم عرضه لاحقًا على الجماهير المعبأة في ساعات أفلام الشباب، والتي عقدت يوم الأحد. 

## هدايا عيد الميلاد
جعلت مدينة دانزيغ الحرة من هتلر مواطنا فخريا في المدينة كهدية عيد ميلاد. تلقى هتلر أوراق الجنسية من أيدي ألبرت فورستر، الزعيم النازي في المدينة.   وازداد السياسية والتوتر العسكري بين ألمانيا وبولندا في ذلك الوقت، ذكرت مجلة التايم إمكانية إرجاع دانزيغ إلى ألمانيا.  مارتن بورمان، السكرتير الخاص لهتلر، ببناء عش النسر كهدية عيد ميلاد قائد الحزب النازي. هتلر، ومع ذلك، لم يحب الموقع، حيث كان لديه خوف من المرتفعات.  بسبب عسر الهضم، لم يشرب هتلر الكحول، لذا قام مصنع بيرة في ميونيخ بإنشاء مجموعة خاصة من البيرة منخفضة الكحول لعيد ميلاده. أصبح الشراب أمر منتظم. 
بمناسبة عيد ميلاده، تلقت العائلات ذات الدخل الصغير هدية عيد ميلاد من 15 رايخ مارك، بالإضافة إلى 5 رايخ مارك لكل معال، بلغ إجمالي الإنفاق 13 مليون رايخ مارك (ما يعادل 13 مليون يورو في عام 2009).    